# Conquista da Estremadura
A conquista da Estremadura foi uma campanha militar levada a cabo por D. Afonso Henriques entre 1135 e 1148, da qual resultou a conquista definitiva da Estremadura portuguesa, antiga região compreendida entre o rio Tejo e o Atlântico.

## Contexto
O extremo ocidente peninsular foi conquistado pelo Califado Omíada pouco após a invasão da península Ibérica em 711 e, nos séculos seguintes, foi palco de alguns combates e confrontos entre exércitos cristãos e muçulmanos. Lisboa foi saqueada em 798 pelo rei Afonso II das Astúrias e novamente em 953 pelo rei Ordonho III de Leão.
No séc. XII a Estremadura encontrava-se sob o domínio dos Almorávidas, dinastia de origem berbere que reunira o Andaluz e o norte de África sob a sua autoridade, após a fragmentação do Califado de Córdova.
Os almorávidas atacaram o Condado Portucalense em 1116 e destruíram os castelos de Miranda da Beira, de Santa Eulália e os arrabaldes de Coimbra. No ano seguinte, o emir Almorávida Ali Ibn Yusuf veio à península Ibérica com um grande exército e sitiou a cidade em pessoa. Não conseguiu, porém, conquistá-la e, ao fim de 20 dias de ataques, retirou-se para Sevilha.
Não obstante malogro perante as muralhas de Coimbra, os almorávidas continuaram a lançar ataques contra a região nas décadas seguintes, a partir de Santarém, atacando aldeias e cativando ou destruindo colheitas, gado e pessoas.
Após ter vencido a Batalha de São Mamede contra a sua mãe D. Teresa, em 1128, D. Afonso Henriques assumiu o poder no condado Portucalense. De imediato envolveu-se em guerra contra o seu primo e suserano, o Imperador Afonso VII de Leão mas, enquanto ainda duravam as hostilidades contra Leão, Afonso Henriques procurou fortificar a fronteira sul dos seus domínios e expandi-los à custa dos muçulmanos, em direcção à Estremadura, de onde partiam ataques contra Coimbra.  

## Conquista da Estremadura, 1135-1148

### Fundação e destruição de Leiria, 1135-1137
De forma a proteger Coimbra das razias dos muçulmanos, em 1135 D. Afonso Henriques fundou o castelo de Leiria na estrada que ligava Coimbra a Santarém, em território ermo sensivelmente a meio-caminho entre as duas cidades. Ficou por alcaide o célebre guerreiro D. Paio Guterres. Foi o primeiro acto de hostilidade de Afonso Henriques dirigido aos muçulmanos, pois a guarnição de Leiria não só tinha por obrigação defender os acessos a Coimbra como atacar o termo de Santarém, levando a cabo razias contra os seus campos e populações até a cidade estar suficientemente enfraquecida para poder ser conquistada. A fundação de Leiria seguia a tendência entre reinos cristãos do norte para deixarem a defensiva e retomarem a ofensiva contra os muçulmanos, como já haviam começado a fazer os leoneses em 1132.
No ano seguinte à conquista de Leiria, D. Afonso Henriques conquistou Ourém.
Tão eficazes foram as investidas de D. Paio Guterres contra o território de Santarém que em 1137, quando D. Afonso Henriques se encontrava ocupado na Galiza a combater o rei de Leão, Leiria foi atacada, tomada e arrasada pelos almorávidas, morrendo mais de 200 pessoas no cerco. D. Paio logrou evadir-se.

### Refundação e segunda destruição de Leiria, 1140

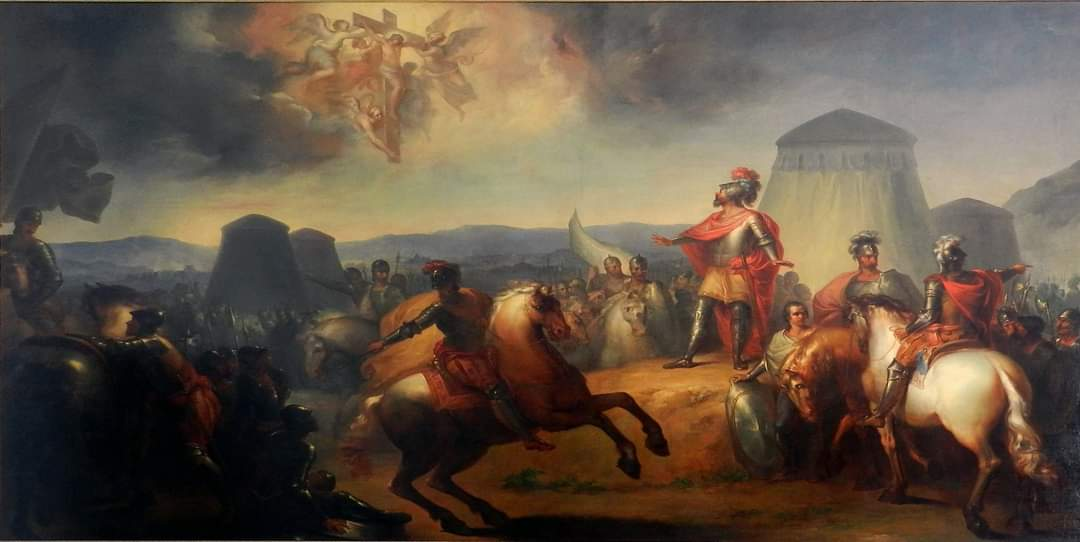
A Batalha de Ourique.

Firmadas as Pazes de Tui com o Imperador Afonso VII de Leão seu primo, D. Afonso Henriques levou a cabo um grande fossado em terras andaluzes. O momento fora bem escolhido, pois neste ano os leoneses cercaram Oreja e os almorávidas desguarneceram os seus castelos do ocidente peninsular para acorrer à cidade sitiada. Assim, pouca resistência terá sido oposta ao rei português. Os portugueses contabilizariam cerca de 800 a 1000 cavaleiros e 1600 a 2000 peões, entre lanceiros e besteiros. De regresso, foram interceptados no Baixo Alentejo por um exército muçulmano comandado por "Esmar", que chamara a si as guarnições de Beja, Badajoz, Évora, Sevilha e Elvas, formando ao todo uma hoste relativamente numerosa mas os muçulmanos foram derrotados na Batalha de Ourique. A partir de então, Afonso Henriques assumiu o título de rei. 

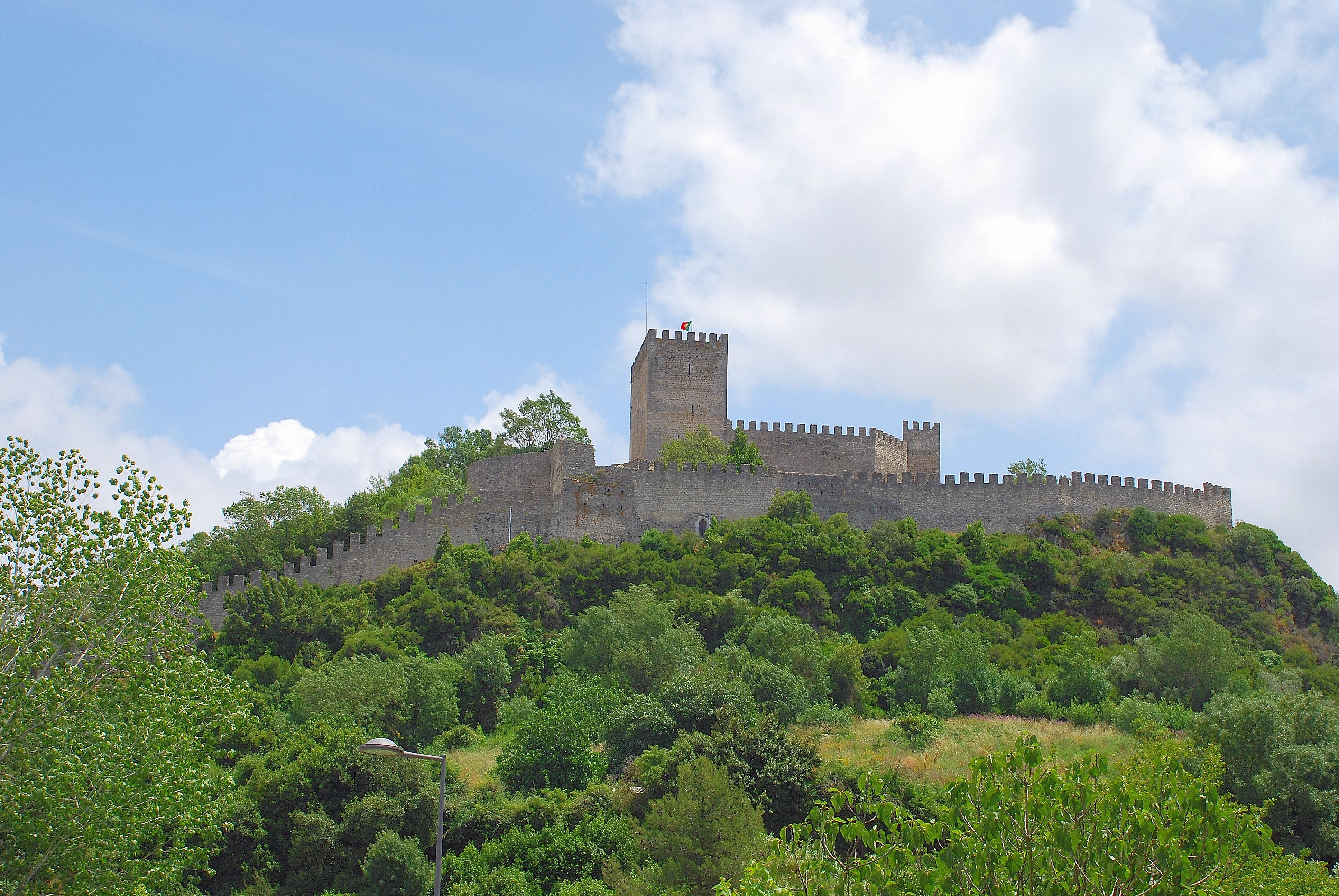
O castelo de Leiria.

Após a Batalha de Ourique, "Esmar" reagrupou as suas tropas em Santarém em preparação para uma desforra. Leiria, que entretanto fora novamente refundada foi uma vez mais arrasada, morrendo parte da guarnição no ataque e sendo desta vez cativado o alcaide D. Paio Guterres. Embrenharam-se então os cavaleiros muçulmanos por território português até Trancoso, que saquearam. D. Afonso Henriques levou a cabo uma cavalgada contra os mouros ainda em Trancoso e desbaratou-os em dois recontros.

### Primeira tentativa contra Lisboa, 1142
Uma frota de cruzados norte-europeus, maioritariamente ingleses de normandos, de Southampton e Hastings, aportaram a Gaia, desviados para ali do seu percurso em direcção à Terra Santa devido ao mau-tempo. Logrou o rei português convencê-los a prestarem o seu auxílio numa ousada campanha contra Lisboa, a principal cidade da região, cujo domínio render-lhe-ia todo o território da Extremadura de uma só assentada. 
A frota cruzada deu entrada no Tejo e conjuntamente com os portugueses destruíram os arrabaldes de Lisboa, porém o assédio teve de ser abandonado devido a desentendimentos entre D. Afonso Henriques e os norte-europeus. Provavelmente de regresso da expedição a Lisboa, Afonso Henriques fundou, pela terceira vez, Leiria, que recebeu foral neste ano. O rei cobrava 1/5 dos despojos de guerra que os leirienses capturassem aos muçulmanos, devendo o alcaide ficar com cavalos para formar novos cavaleiros-vilãos ou compensar cavaleiros que tivessem perdido os seus. Ainda neste ano, Afonso Henriques também iniciou a construção, perto de Coimbra, dos castelos de Alvorge, Ansião e Germanelo, que domina o Vale de Rabaçal, chamado Ladeia na idade média e que recebeu foral entre 1142 e 1144.

### A Destruição de Soure, 1144

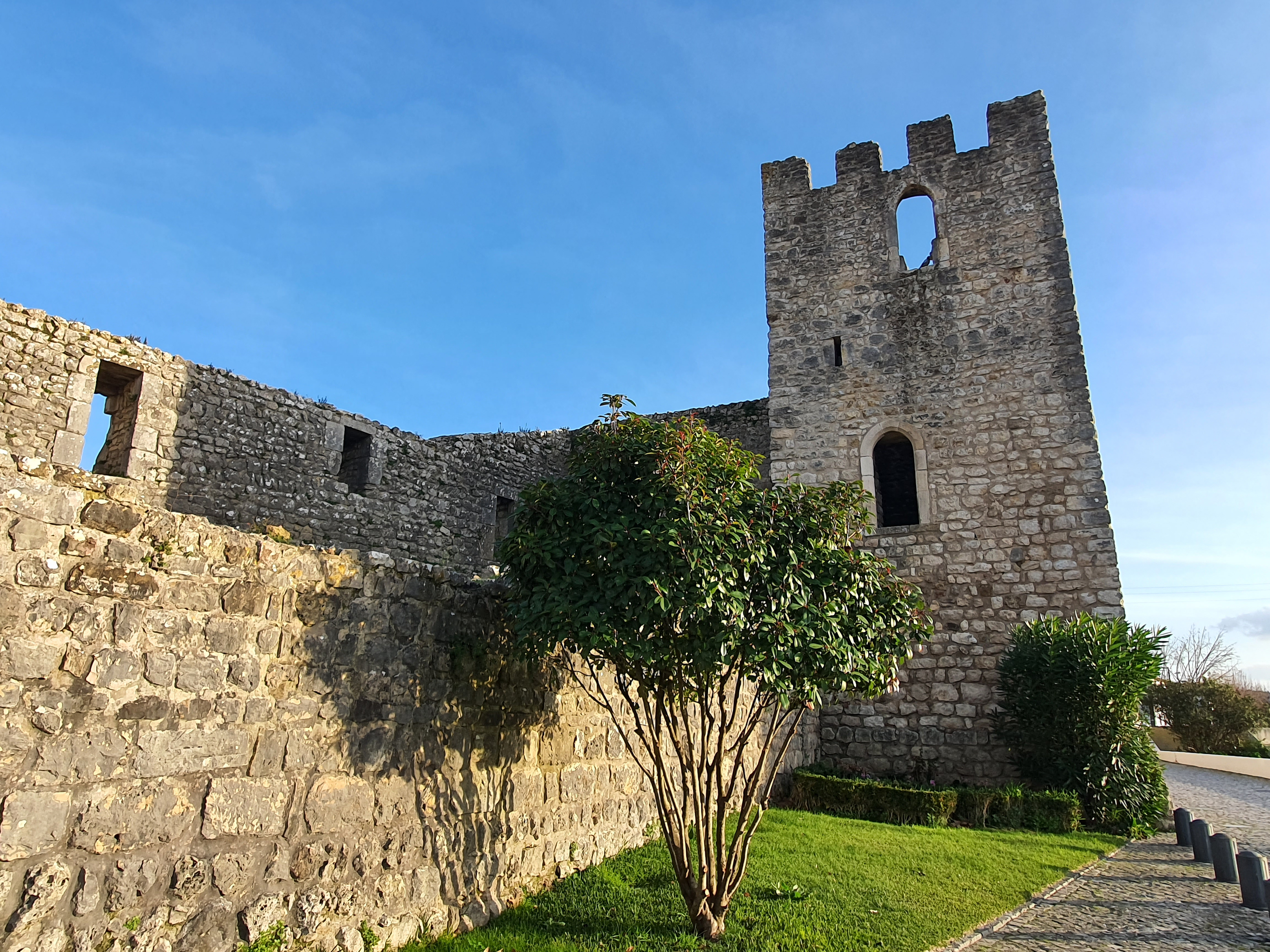
O castelo de Soure.

Em 1144, o alcaide de Santarém Abu Zacaria dirigiu um ataque contra a região de Coimbra e atacou o castelo de Soure, na posse dos Templários desde 1128. Soure era um dos castelos que defendia Coimbra e os cavaleiros templários fizeram uma sortida a defrontar os muçulmanos em campo aberto mas foram derrotados, sendo a maioria deles feitos prisioneiros. Soure foi pilhado e, satisfeito com este sucesso, Abu Zacaria regressou a Santarém, levando muitos despojos desde gado a cativos. Martinho de Soure dirigiu-se a Santarém, onde estavam os prisioneiros de Soure e voluntariamente entrou para o cativeiro.

### A Revolta dos Muridines, 1144-1145

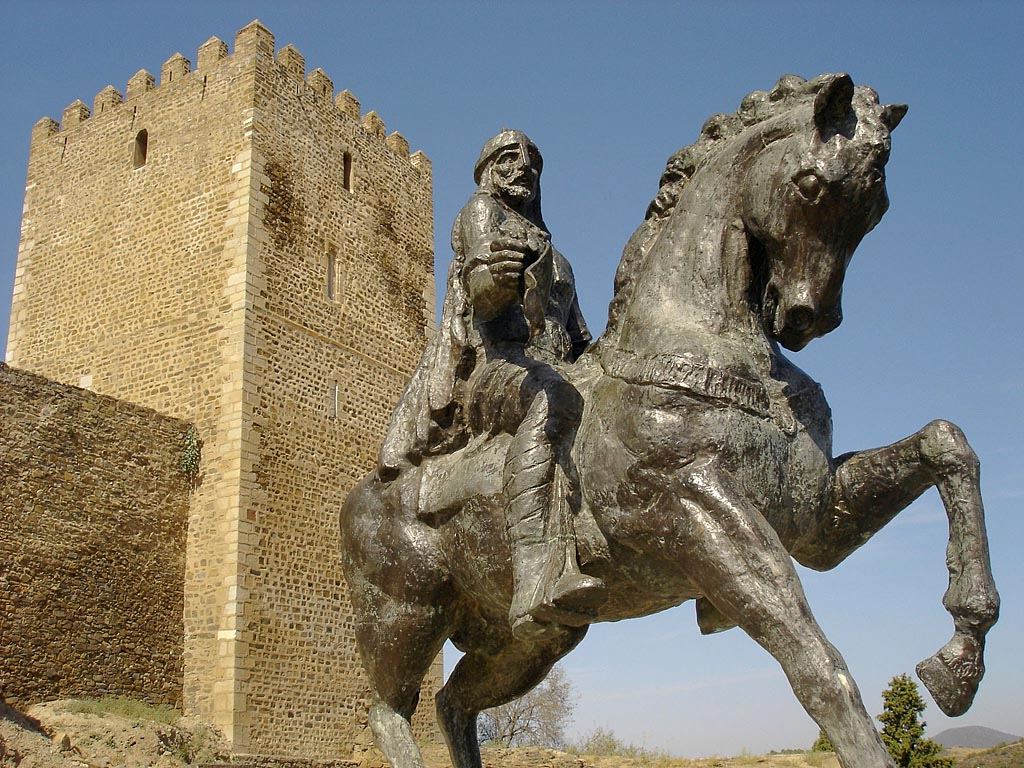
Estátua dedicada a Ibn Qasi, em Mértola.

O poder almorávida na Península Ibérica começou a desmoronar-se em 1144, quando os muridines ("discípulos") encetaram uma grande revolta no Gharb, liderada pelo místico sufi Ibn Qasi. Ibn Qasi era um milenarista e radical anti-almorávida, que havia abandonado uma vida de luxo e cujos escritos exibem fortes tendências esoteristas Ismaelistas. É provável que a sua revolta se tenha devido a uma complexa mistura de teologia almóada, reivindicações messiânicas, uma ideia espiritualista do Islão e não só a perturbadora riqueza dos ulemás como o rigorismo pedante dos juristas islâmicos maliquistas, favorecidos pelos almorávidas. Conquistou Mértola com a ajuda de Ibn al-Qabila e 70 muridines em 1144. Com a ajuda do governador de Évora Ibn Wazir e de Maomé Ibn Al-Mundhir, Ibn Qasi apoderou-se de Silves, Évora, Beja, Huelva, Niebla.
Os muridines dividiram-se em 1145. Ibn Qasi apelou a D. Afonso Henriques, que transpôs o Tejo à cabeça das suas tropas e reuniu-se com Ibn Qasi para devastarem em conjunto os territórios de Beja e Mérida mas foram em breve trecho confrontados pelas tropas dos alcaides Sidray Ibn Wazir e Al-Mundir e obrigados a retirarem-se. Ibn Qasi viu-se depois deposto por Ibn Wazir.  A revolta dos muridines enfraqueceu em grande medida os almorávidas, indirectamente ajudando os cristãos.
Isolados do resto do Andaluz devido à revolta que se sucedia no Gharb, após a devastação causada pelos portugueses nos domínios de Sidray Ibn Wazir, os habitantes de Santarém, Lisboa e outros lugares de menor dimensão pediram tréguas a D. Afonso Henriques. O rei português aceitou para tratar de questões internas.

### Conquista de Santarém

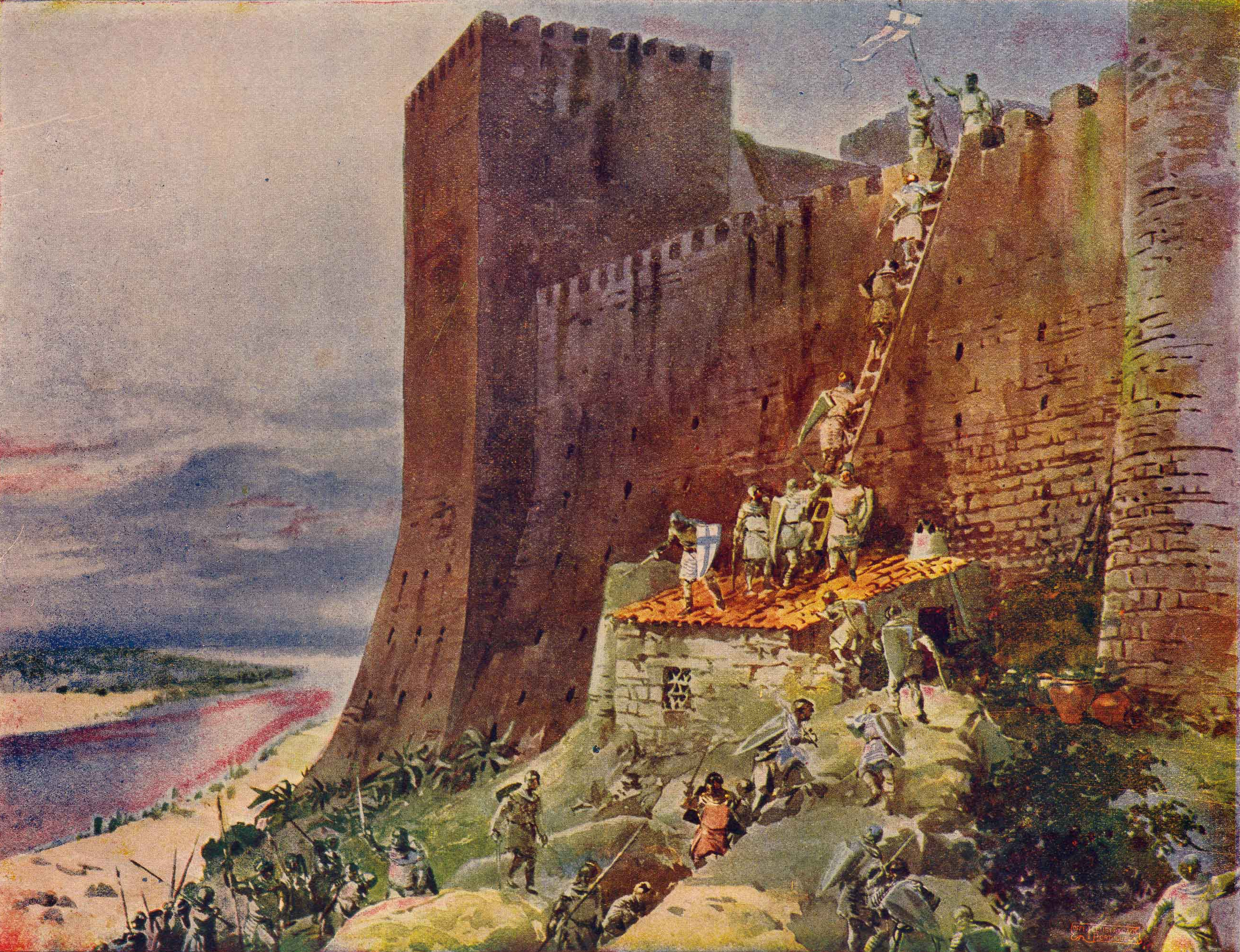
A Conquista de Santarém

A pretexto de falar com os templários capturados em Soure, D. Afonso Henriques envia Mem Ramires, que sabia falar árabe, a Santarém para espiar as suas defesas. O momento para a tomada de Santarém foi bem escolhido pois a esta altura o império almorávide encontrava-se em processo de desintegração devido a graves revoltas internas, sobretudo contra os almóadas.
Quando a trégua com as populações muçulmanas da Estremadura se encontrava a poucos dias de expirar, a 10 de Março o rei parte de Coimbra com 250 homens, entre cavaleiros templários ou peões e ao fim de cinco dias de marcha, feita sempre pela noite e por caminhos secundários, armam um acampamento em Pernes. Pela alvorada, as muralhas de Santarém foram escaladas por um pequeno grupo liderado por Mem Ramires, que depois abriram as portas ao rei e aos seus homens que de fora esperavam, caindo assim a cidade em poder português.

### Conquista de Lisboa

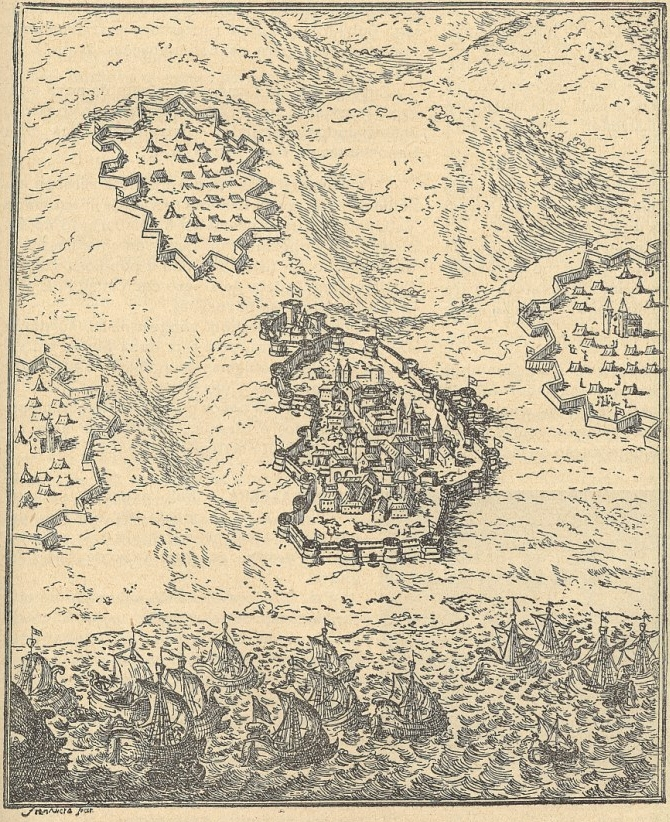
Disposição dos acampamentos em torno de Lisboa.

Após a queda de Edessa, o Papa Eugénio III convocou uma nova cruzada e é neste contexto que, a 16 de Junho, arriba ao porto uma grande frota de cruzados perfazendo 164 navios, a caminho do médio oriente. O bispo do Porto Pedro II Pitões recebeu-os e convenceu-os a participar no projectado cerco a Lisboa.
A hoste de D. Afonso Henriques partiu de Coimbra a 6 de Junho e quando a frota cruzada deu entrada no Tejo a 28 de Junho, já os portugueses haviam assentado arraiais no Monte de S. Gens, onde é hoje o Miradouro da Senhora do Monte.  Acompanhavam o rei algumas das mais distintas figuras da nobreza como Fernão Mendes II de Bragança ou Fernão Peres Cativo, bem como outros mais modestos, como Martim Moniz, que faleceria no decurso do assédio. Os portugueses deviam contabilizar cerca de 3000 indivíduos, ao passo que os cruzados totalizariam entre 10,000 a 13,000 homens. A 29 de Junho deu-se o encontro entre o rei e os principais chefes cruzados, para serem acordados os termos da conquista bem como a partilha dos despojos, tendo ficado acordado que os cruzados teriam direito ao saque, prisioneiros, resgates e privilégios comerciais, ao passo que para o rei reverteria a posse da cidade com as suas casas e propriedades, para serem repartidas como prémio aos participantes do cerco que quisessem depois instalar-se em Lisboa.

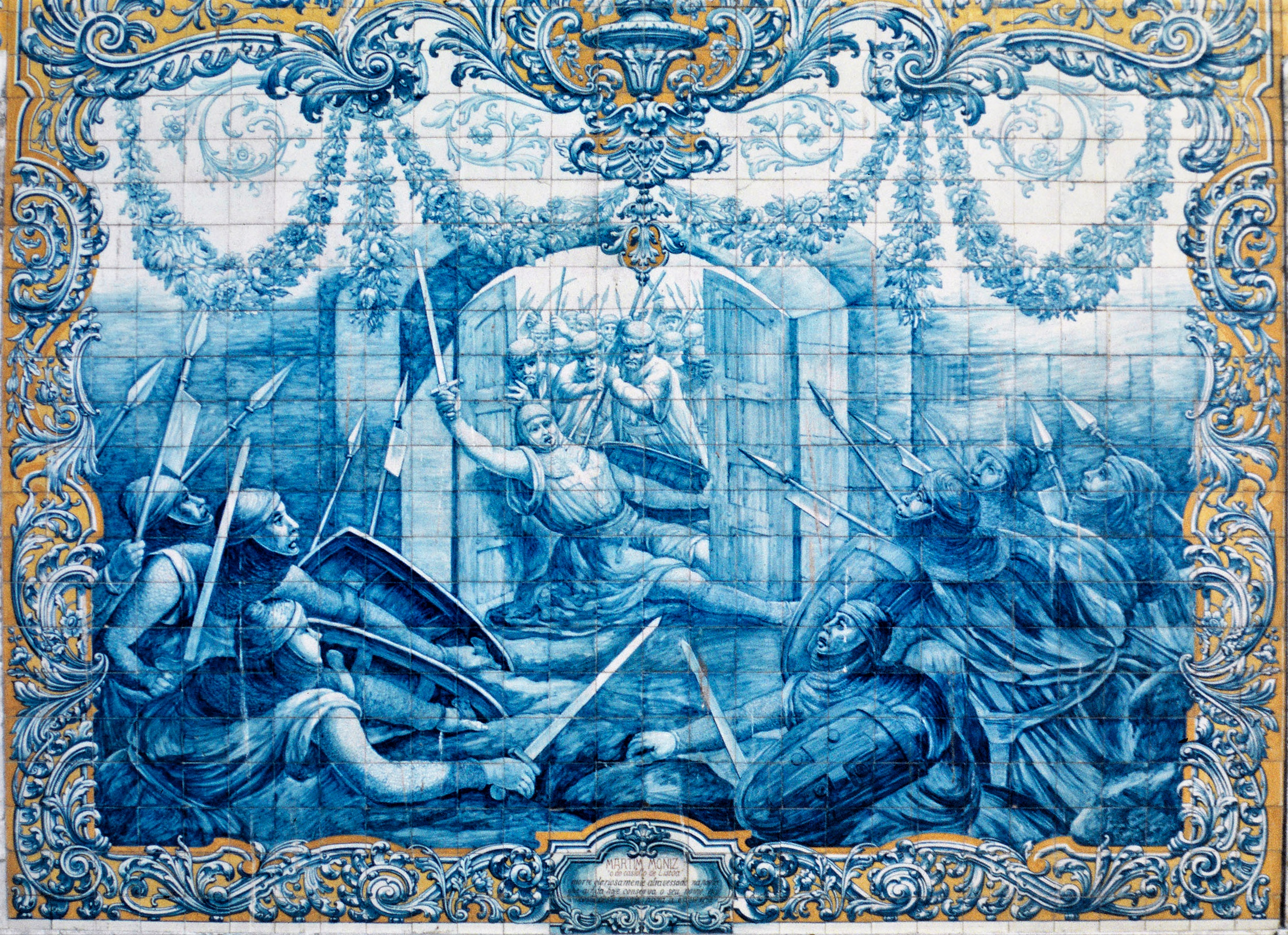
A morte de Martim Moniz durante o cerco.

Os muçulmanos recusam uma oferta para se renderem pacificamente. Os ingleses e normandos assentaram o seu arraial a ocidente da cidade, enquanto os alemães e flamengos escolheram o local onde hoje se ergue o Mosteiro de São Vicente de Fora. Seguiu-se um duro assédio, em que os arrabaldes fora das muralhas foram violentamente tomados, utilizados trabucos, minas subterrâneas e uma grande torre móvel até que os defensores muçulmanos, afectados pela fome e peste devido à falta de espaço dentro das muralhas para sepultar os mortos, pediram a rendição, ao fim de três meses e 20 dias. A 25 de Outubro deu-se a entrada solene do rei na cidade.
Conquistada Lisboa, rendeu-se o castelo de Sintra, bem como o de Vila Franca de Xira, Povos e Arruda.

### Conquista do Oeste
Reduzidas Santarém, Lisboa e Sintra ao domínio português, restava dominar todo o território para norte e ocidente destas cidades, ainda sob domínio muçulmano, isoladas do resto do Andaluz.

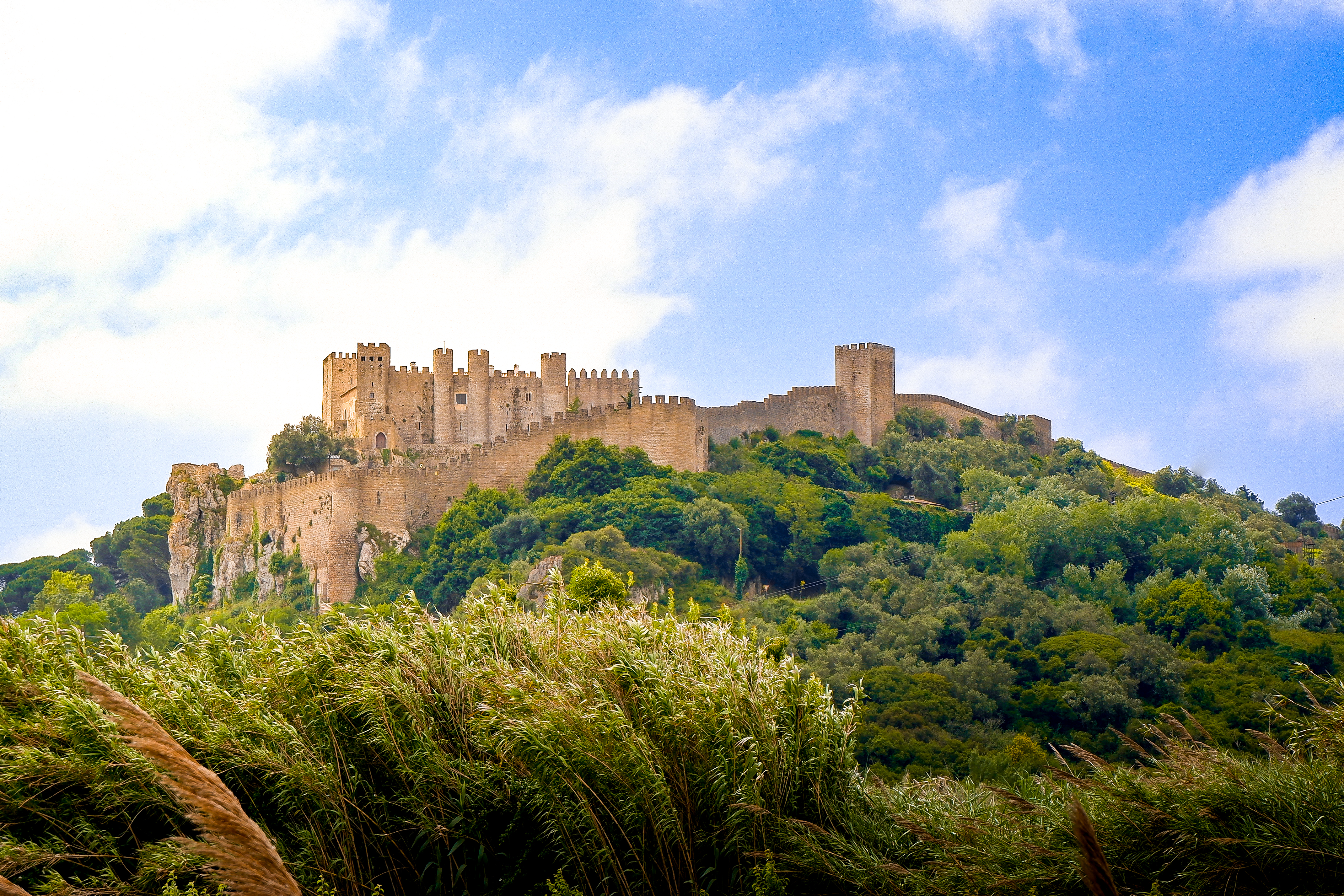
O castelo de óbidos

Menos de três meses após a conquista de Lisboa, Óbidos foi tomada por escalada durante a noite, por um grupo de homens liderados por Gonçalo Mendes da Maia, o Lidador, a 10 de Janeiro de 1148. Neste ano foram também conquistados pelas forças de D. Afonso Henriques os castelos de Torres Novas, Porto de Mós, ficando como alcaide deste castelo o célebre D. Fuas Roupinho, Alenquer, sitiada em Maio e tomada a 24 de Junho e Torres Vedras, conquistada a 15 de Agosto. O castelo de Torres Vedras dispunha de sólidas muralhas e opôs forte resistência aos portugueses mas quando foi tomado à força todos os seus ocupantes que não tenham conseguido fugir foram massacrados. A 8 de Dezembro foi conquistada Abrantes.

## Rescaldo

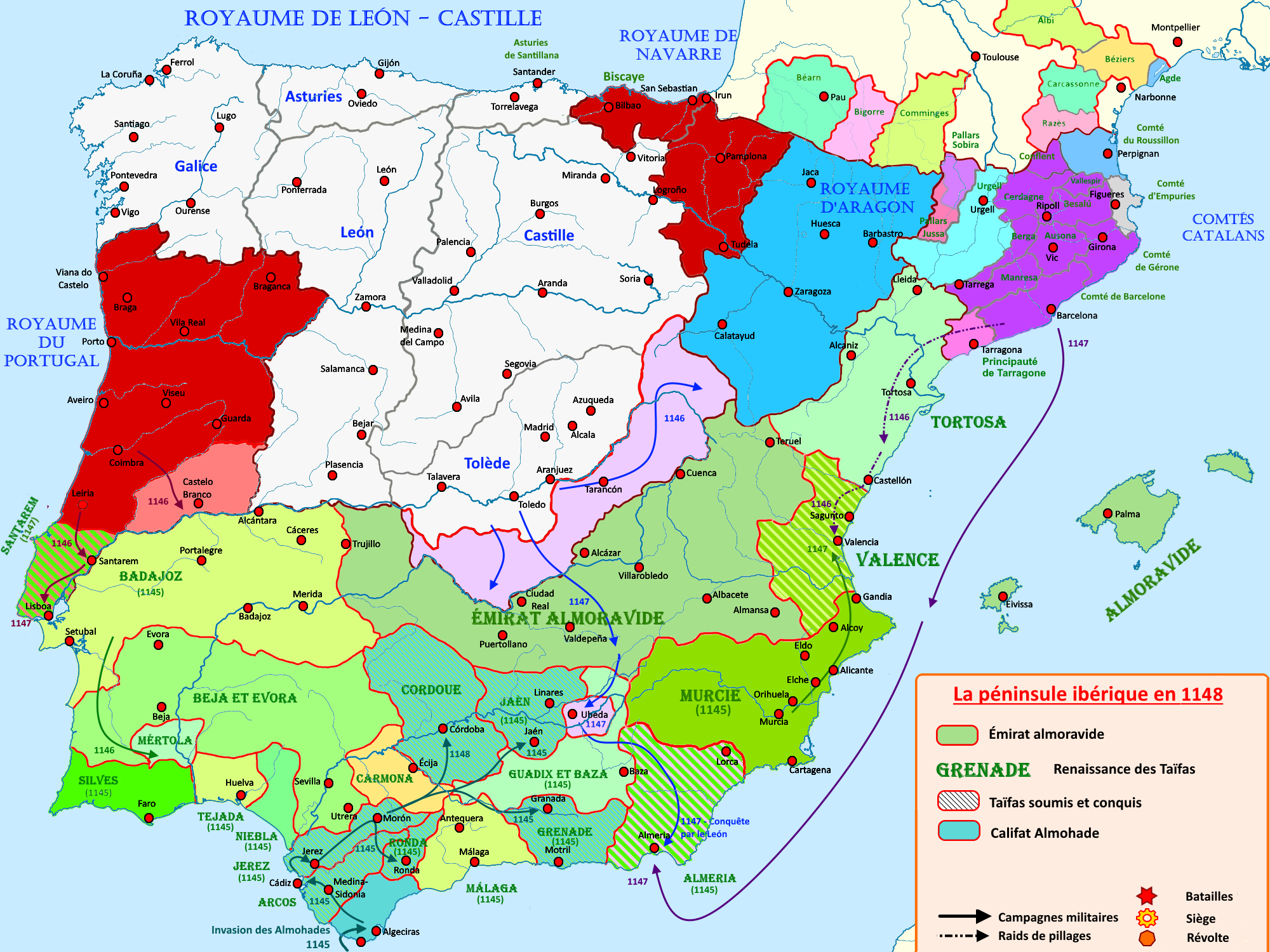
A península Ibérica em 1148.

Dominada a região da Estremadura, alguns cruzados que haviam tomado parte na conquista de Lisboa foram convidados a instalarem-se nos territórios conquistados, sendo-lhes oferecidas terras. Foi o caso de Guilherme de la Corni, chefe cruzado franco a quem foi doada em 1158 a herdade de Atouguia.
Com a conquista de toda a margem direita do Tejo, ficava aberto o caminho para o Alentejo. O primeiro passo na conquista desta região deu-se ainda durante o cerco de Lisboa, quando foi ocupada Almada, margem sul. 